# Tranvia di Mazyr
La tranvia di Mazyr è una linea tranviaria che serve la città bielorussa di Navapolack.
La linea, aperta nel 1988, ha una lunghezza di circa 20 km e uno scartamento di 1524 mm.